# Жукатау (посёлок)
Жуката́у — посёлок железнодорожной станции в Саткинском районе Челябинской области России. Входит в состав Бердяушского городского поселения. 

## География
В нескольких километрах севернее посёлка находится хребет Жукатау. Непосредственно у посёлка протекает река Большой Бердяуш (в верховьях носит название Бердяуш).
Расстояние до центра городского поселения рабочего посёлка Бердяуша 4 км. 

## Население
| 2002 | 2010 | 2011 | 2012 | 2013 | 2014 | 2015 |
| ---- | ---- | ---- | ---- | ---- | ---- | ---- |
| 526  | ↘480 | ↗481 | ↘479 | ↘473 | ↘463 | ↘455 |
| 2016 | 2017 | 2021 |      |      |      |      |
| ↘410 | ↘391 | ↘222 |      |      |      |      |

## Инфраструктура
В посёлке находится одноимённая железнодорожная станция Южно-Уральской железной дороги. Работает нефтеперекачивающая станция. Имеются детский сад, школа, клуб «Нефтяник», библиотека.
Уличная сеть посёлка состоит из 12 улиц.